# Lac Nemenjiche
Pour les articles homonymes, voir Nemenjiche.
Le lac Nemenjiche est un plan d'eau douce de la partie Sud du territoire de Eeyou Istchee Baie-James (municipalité), dans la région administrative du Nord-du-Québec,
dans la province de Québec, au Canada.
La foresterie constitue la principale activité économique du secteur. Les activités récréotouristiques arrivent en second.
Le bassin versant du lac Nemenjiche est accessible grâce à une route forestière
venant du Nord-Est, se détachant de la route 167. La surface du lac Nemenjiche est habituellement gelée du début novembre à la mi-mai, toutefois la circulation sécuritaire sur la glace se fait généralement de la mi-novembre à la mi-avril.

## Géographie
Ce lac comporte une longueur de 6,0 km dans le sens Nord-Sud, une largeur maximale de 2,0 km et une altitude de 394 m.
Ce lac est situé à 0,7 km du côté Ouest de la ligne de démarcation entre la municipalité régionale de comté (MRC) du Le Domaine-du-Roy et la Eeyou Istchee Baie-James (municipalité) ; cette démarcation constitue la ligne de partage des eaux entre le versant de la Baie-James et le versant du Lac Saint-Jean.
De forme allongée dans le sens Nord-Sud, ce lac comporte une quarantaine d’îles. Il est approvisionné par le Nord par la décharge de quelques petits lacs non identifiés et par l’Ouest par cinq lacs non identifiés.
Le lac Nemenjiche constitue le lac de tête de la rivière du même nom. L’embouchure de ce lac est localisé au fond d’une baie sur la rive Ouest à :
- 11,2 km au Sud de l’embouchure de la rivière Nemenjiche (confluence avec les Lacs Obatogamau) ;
- 35,5 km au Sud-Est de l’embouchure du Lac à l'Eau Jaune lequel est intégré aux Lacs Obatogamau ;
- 89 km au Sud-Est de l’embouchure de la rivière Obatogamau (confluence avec la rivière Chibougamau) ;
- 183,4 km à l’Est de l’embouchure du Lac au Goéland (rivière Waswanipi) ;
- 54,1 km au Sud du centre-ville de Chibougamau ;
- 47,6 km au Sud-Est du centre du village de Chapais (Québec)[1].

Les principaux bassins versants voisins du lac Nemenjiche sont :
- côté Nord : rivière Nemenjiche, rivière Chibougamau, lacs Obatogamau ;
- côté Est : Lac Rohault, rivière Normandin, rivière de la Coquille ;
- côté Sud : rivière Opawica, rivière Cawcot, rivière Ventadour ;
- côté Ouest : rivière Opawica, rivière Roy, lac Surprise.

## Toponymie
Le toponyme "lac Nemenjiche" a été officialisé le 5 décembre 1968 par la Commission de toponymie du Québec, soit lors de sa création.